# Thescelosaurus assiniboiensis
Thescelosaurus assiniboiensis es una especie del género extinto Thescelosaurus (gr. "reptil maravilloso") de dinosaurio ornitópodo tescelosáurido, que vivió a finales del período Cretácico, aproximadamente entre 70 y 66 millones de años, en el Maastrichtiense, en lo que hoy es Norteamérica. Fue nombrado por Brown et al., 2011. Su espécimen tipo es RSM P 1225.1, un esqueleto parcial. Su localidad tipo es el lado norte del valle del río Frenchman, que se encuentra en un horizonte terrestre Maastrichtiano en la Formación Frenchman de Canadá.